# 特拉 (塔恩省)
特拉（法語：Teulat，法語發音：[tøla]）是法国奥克西塔尼大区塔恩省的一个市镇，属于卡斯特尔区。

## 地理
特拉（43°38'8"N, 1°41'55"E）面积10.07 平方千米，位于法国奧克西塔尼大區塔恩省，该省份为法国南部内陆省份，北起顺时针与阿韦龙省、埃罗省、奥德省、上加龙省和塔恩-加龙省接壤。
与特拉接壤的市镇（或旧市镇、城区）包括：圣贝尔纳堡、韦尔费伊、贝尔卡斯泰勒、蒙卡布里耶。
特拉的时区为UTC+01:00、UTC+02:00（夏令时）。

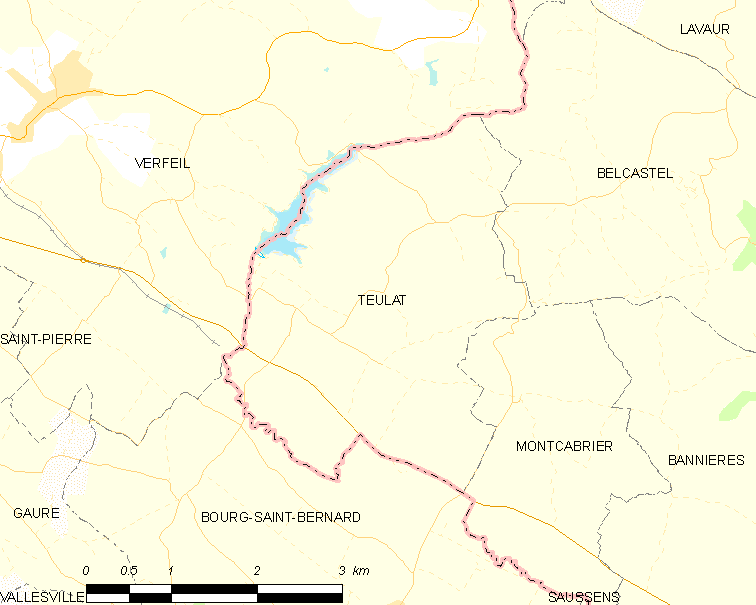
特拉的OSM定位图

## 行政
特拉的邮政编码为81500，INSEE市镇编码为81298。

## 政治
特拉所属的省级选区为拉沃尔-科卡涅县。

## 人口

1962-2008年间特拉人口变化图示

特拉于2022年1月1日时的人口数量为483人。

## 图集

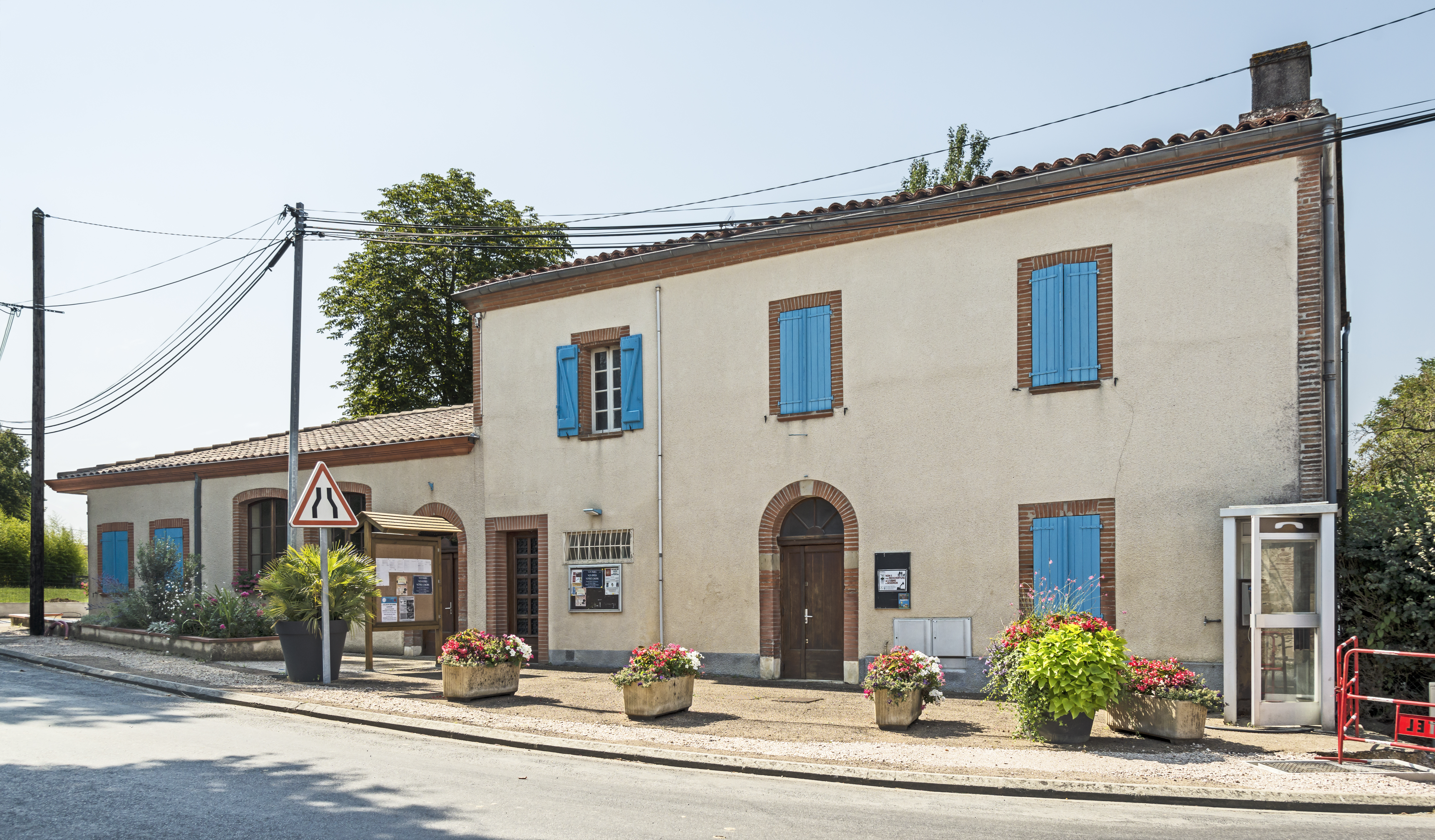
市政厅
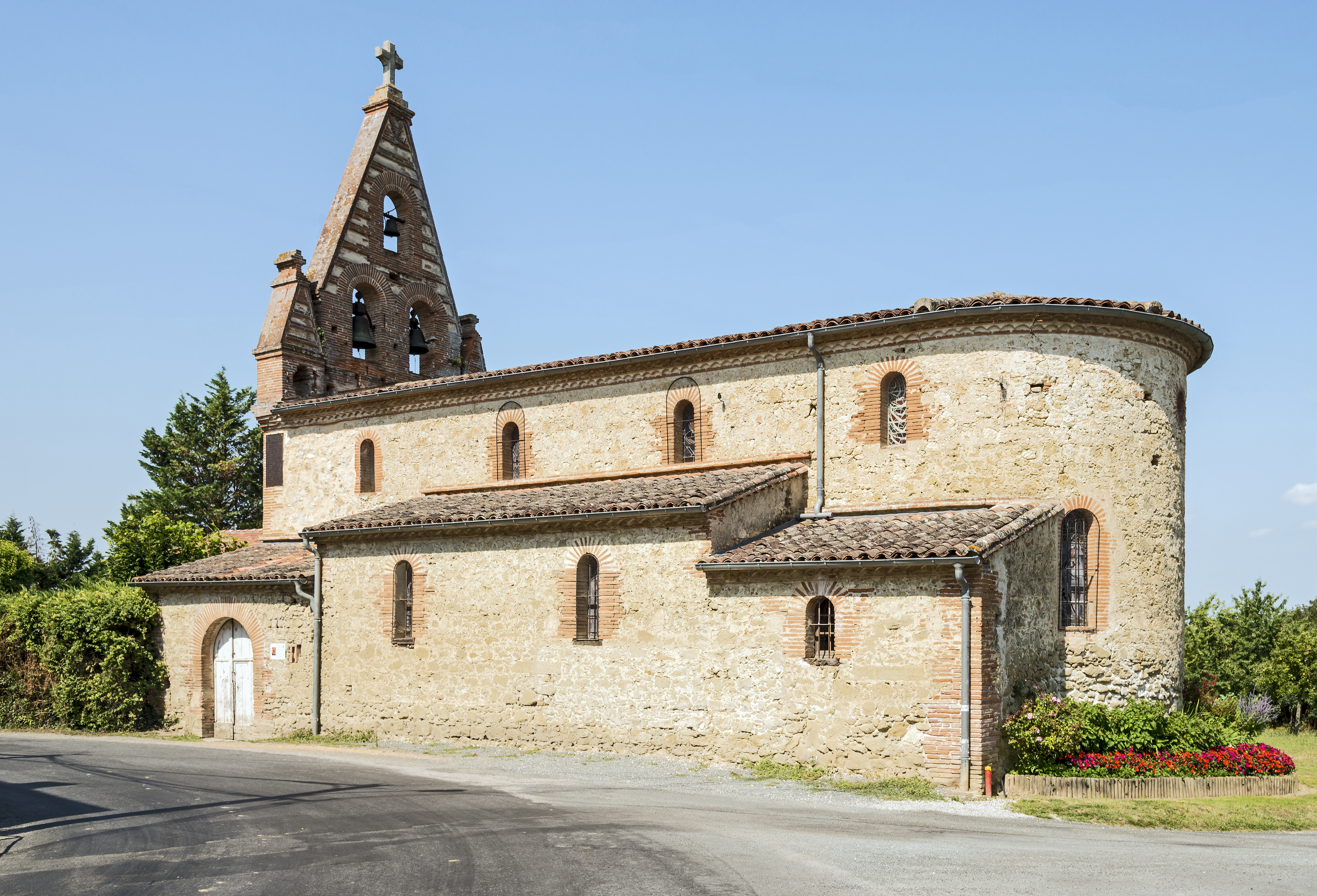
圣马丁教堂
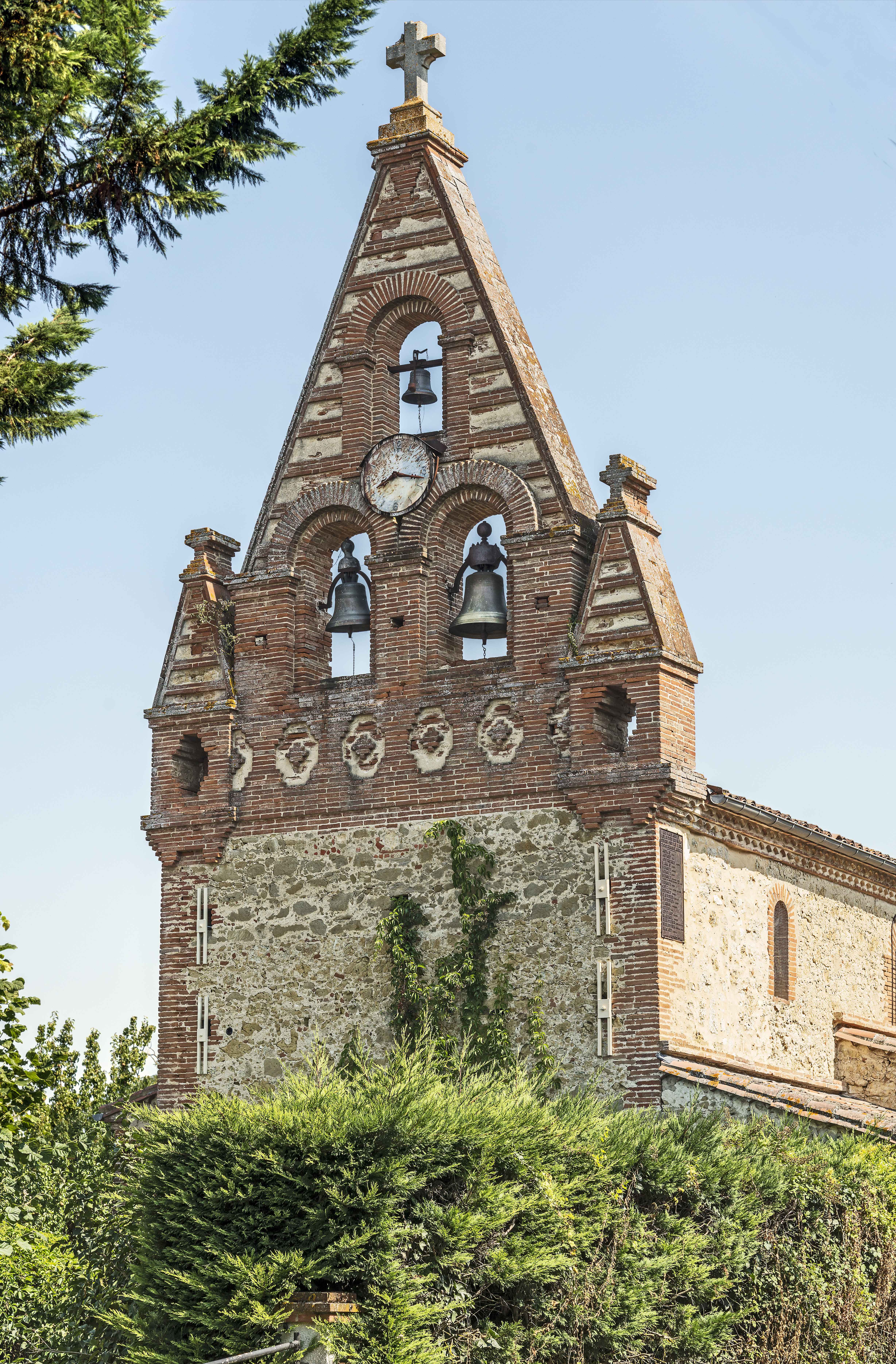
钟楼